# Treacle
Treacle ( /'triːkəl/) es cualquier jarabe no cristalizado elaborado durante el refinado del azúcar. Las formas más comunes de treacle son el jarabe dorado, una variedad pálida y una variedad más oscura conocida como melaza negra. El treacle negro, o melaza, tiene un sabor distintivamente fuerte, ligeramente amargo y un color más rico que el jarabe dorado. El treacle de jarabe de oro es un edulcorante y condimento común en la cocina británica, que se encuentra en platos como la tarta treacle y el pudín treacle.

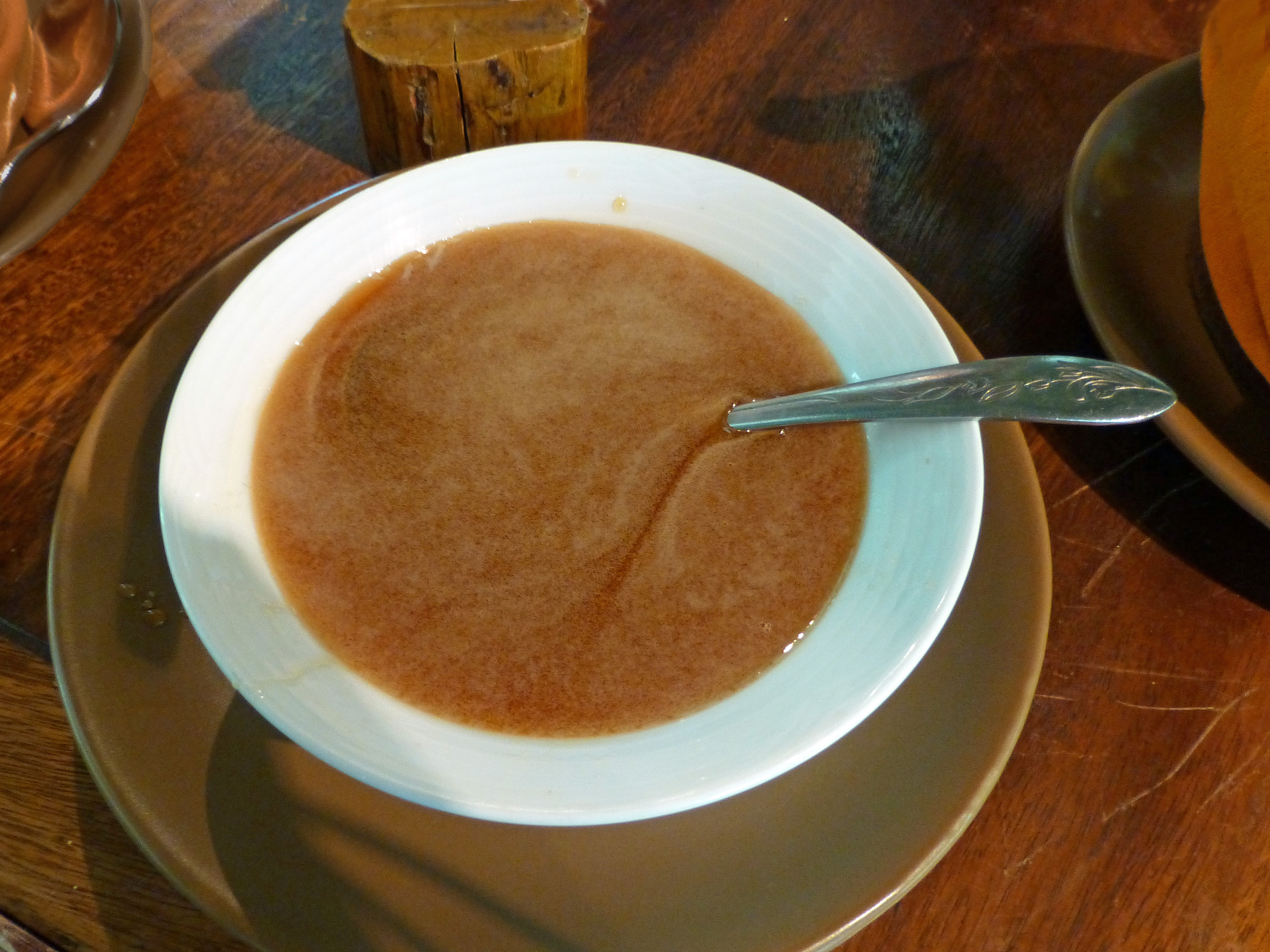
Treacle en un tazón

## Etimología
Históricamente, los herbolarios y boticarios usaban el término treacle en inglés medio para describir una medicina (también llamada triaca o theriaca), compuesta de muchos ingredientes, que se usaba como tratamiento antídoto para venenos, mordeduras de serpientes y varias otras dolencias. Triacle proviene del francés antiguo triacle, a su vez del latín vulgar (no certificado y reconstruido) *triacula, que proviene del latín theriaca, la latinización del griego θηριακή (thēriakē), el femenino de θηριακός (thςriakos), 'bestias venenosas', que proviene de θηρίον (thērion),'animal salvaje, bestia'.

## Producción
El treacle se elabora con el jarabe que queda después de refinar el azúcar. Los azúcares crudos se tratan primero en un proceso llamado afinación. Cuando se disuelve, el licor resultante contiene el mínimo de no azúcares disueltos que deben eliminarse mediante tratamiento con carbón activado o carbón animal. Los lavados de color oscuro se tratan por separado, sin carbón ni carbonilla. Se hierven a grano (es decir, hasta que precipitan los cristales de azúcar) en una sartén al vacío, formando una masa cocida de bajo grado (masa hervida) que se centrifuga, produciendo un azúcar morena y un subproducto líquido: el treacle. El treacle negro (melaza) contiene naturalmente niveles relativamente altos de sulfito (> 100 ppm, expresado en equivalente de dióxido de azufre). Estos niveles se consideran seguros para la mayoría de la población, pero se han informado algunas reacciones alérgicas y respiratorias particularmente entre los asmáticos, por lo que la Administración de Alimentos y Medicamentos de los Estados Unidos requiere que los niveles superiores a 10 ppm, es decir> 10 mg/kg, se declaren en el etiqueta de ingredientes.

## En la cultura
Una bebida festiva tradicional de los pescadores de Cornualles es la "caoba", elaborada con dos partes de ginebra local, ahora generalmente Plymouth Gin, mezclada con una parte de treacle negro.
En el capítulo 7 de Las aventuras de Alicia en el país de las maravillas de Lewis Carroll, el Lirón cuenta la historia de Elsie, Lacie y Tillie, que viven en el fondo de un pozo. Esto confunde a Alice, quien interrumpe para preguntar de qué se alimentaban. "El Lirón se tomó un minuto o dos para pensar en ello, y luego dijo: 'Era un pozo de treacle'". Esta es una alusión al llamado "pozo de treacle", el pozo curativo de St. Margaret en Binsey, Oxfordshire.

## Historia
En el Reino Unido es casi exclusivamente producido por la empresa Tate & Lyle. Treacle negro: Fowlers y Blackie se refirieron a ella como melaza (cf Golden Syrup). Tate & Lyle adquirió ambas empresas. El treacle (negro) antes de la Segunda Guerra Mundial se podía ver servida de un barril y transferida al contenedor de los clientes con un 'palo'.